# Harry Davenport
Pour les articles homonymes, voir Davenport.

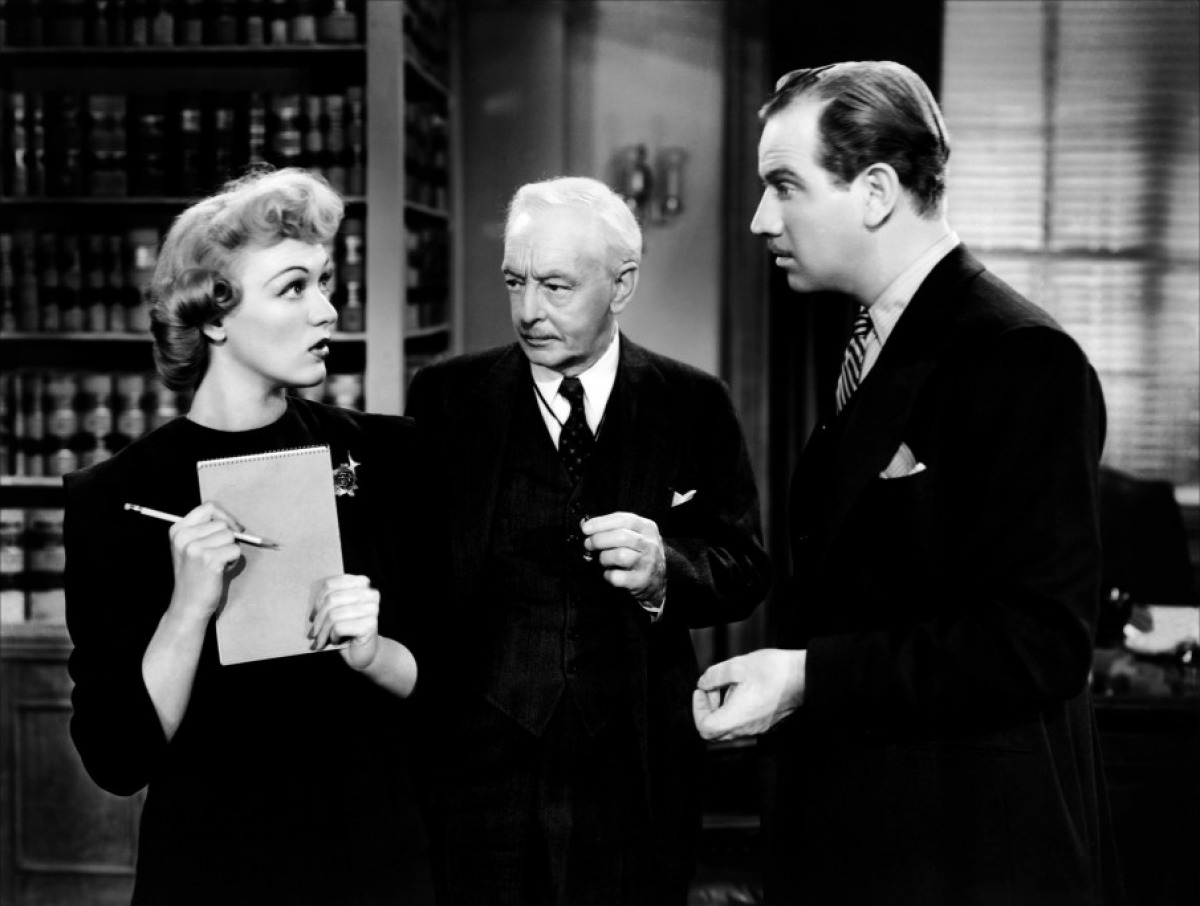
De g. à d. : Eve Arden, Harry Davenport et Melvyn Douglas, dans Illusions perdues (1941)

Harold George Bryant Davenport, né le 19 janvier 1866 à New York, mort le 9 août 1949 à Los Angeles (Californie), est un acteur et réalisateur américain, connu comme Harry Davenport.

## Biographie
Harry Davenport débute au théâtre en 1871 (à cinq ans !), dans une pièce de Richard Edwardes, Damon and Pythias. À Broadway, il joue de 1894 à 1935, dans des pièces et comédies musicales, ainsi qu'une opérette. Citons Jules César de William Shakespeare (1927) et Topaze de Marcel Pagnol (1930).
Au cinéma, il mène principalement une carrière d'acteur dès 1914, donc durant la période du muet ; son dernier film est Jour de chance de Frank Capra, sorti en 1950, l'année suivant sa mort (en 1949, à 83 ans). Parmi ses films notables, mentionnons Quasimodo de William Dieterle (1939, où il personnifie Louis XI), Autant en emporte le vent de Victor Fleming et autres (1939), Le Chant du Missouri de Vincente Minnelli (1944) et Les Quatre Filles du docteur March de Mervyn LeRoy (son avant-dernier film, 1949).
En outre, il est réalisateur de 38 films muets entre 1915 et 1917, principalement des courts métrages (notamment une série consacrée à La Famille Jarr - The Jarr Family -), auxquels il participe souvent comme acteur.
Il est le père de Dorothy Davenport, née de son mariage éphémère avec Alice Davenport.

## Filmographie partielle

### comme acteur
- 1914 : Two many Husbands de Sidney Drew (court métrage)
- 1916 : The Wheel of the Law (en) de George D. Baker
- 1917 : Sowers and Reapers (en) de George D. Baker
- 1919 : She's everywhere de George Terwilliger (court métrage)
- 1921 : La Chasse au renard (Among Those Present) de Fred C. Newmeyer
- 1930 : Her Unborn Child d'Albert Ray
- 1931 : My Sin de George Abbott
- 1931 : Sa femme (His Woman) de Edward Sloman
- 1933 : Get that Venus d'Arthur Varney
- 1937 : First Lady de Stanley Logan
- 1937 : Monsieur Dodd prend l'air (Mr. Dodd Takes the Air) d'Alfred E. Green
- 1937 : La ville gronde (They won't forget) de Mervyn LeRoy
- 1937 : La Vie d'Émile Zola (The Life of Emile Zola) de William Dieterle
- 1937 : Sous le voile de la nuit (Under Cover of Night) de George B. Seitz
- 1938 : La Bataille de l'or (Gold Is Where You Find It) de Michael Curtiz
- 1938 : La Coqueluche de Paris (The Rage of Paris) de Henry Koster
- 1938 : Vous ne l'emporterez pas avec vous (You can't take it with you) de Frank Capra
- 1938 : Marie-Antoinette de W. S. Van Dyke
- 1938 : Nuits de bal (The Sisters) d'Anatole Litvak
- 1938 : Deux Camarades (Orphans of the Street) de John H. Auer
- 1939 : Et la parole fut (The Story of Alexander Graham Bell) d'Irving Cummings
- 1939 : Quasimodo (The Hunchback of Notre Dame) de William Dieterle
- 1939 : Autant en emporte le vent (Gone with the Wind) de Victor Fleming, George Cukor et Sam Wood
- 1939 : Juarez de William Dieterle
- 1939 : Descente en vrille (Tail Spin) de Roy Del Ruth
- 1939: The Covered Trailer de Gus Meins
- 1940 : Trop de maris (Too Many Husbands) de Wesley Ruggles
- 1940 : L'Étrangère (All this, and Heaven too) d'Anatole Litvak
- 1940 : Double Chance (Lucky Partners) de Lewis Milestone
- 1940 : Correspondant 17 (Foreign Correspondent) d'Alfred Hitchcock
- 1941 : Illusions perdues (That uncertain Feeling) d'Ernst Lubitsch
- 1941 : L'Escadrille des jeunes (I wanted Wings) de Mitchell Leisen
- 1941 : Fiancée contre remboursement (The Bride came C.O.D.) de William Keighley
- 1942 : Le Chevalier de la vengeance (Son of Fury) de John Cromwell
- 1942 : Crimes sans châtiment (Kings Row) de Sam Wood
- 1942 : Larceny, Inc. de Lloyd Bacon
- 1942 : Ten Gentlemen from West Point d'Henry Hathaway
- 1942 : Six Destins (Tales of Manhattan) de Julien Duvivier
- 1943 : La Petite Exilée (Princess O'Rourke) de Norman Krasna
- 1943 : L'Étrange Incident (The Ox-Bow Incident) de William A. Wellman
- 1943 : The Amazing Mrs. Holliday, de Bruce Manning
- 1943 : L'Exubérante Smoky (Government Girl) de Dudley Nichols
- 1943 : La Vie aventureuse de Jack London (Jack London) de Alfred Santell
- 1944 : The Impatient Years d'Irving Cummings
- 1944 : Kismet de William Dieterle
- 1944 : Le Chant du Missouri (Meet me in Saint Louis) de Vincente Minnelli
- 1945 : La Forêt enchantée (The Enchanted Forest), de Lew Landers
- 1945 : She Wouldn't Say Yes d'Alexander Hall
- 1945 : Oublions le passé (Pardon My Past) de Leslie Fenton
- 1945 : L'introuvable rentre chez lui (The Thin Man goes Home) de Richard Thorpe
- 1945 : L'Aventure (Adventure) de Victor Fleming
- 1946 : Le Courage de Lassie (Courage of Lassie) de Fred M. Wilcox
- 1946 : Lady Luck (en) d'Edwin L. Marin
- 1946 : Claudia et David de Walter Lang
- 1947 : Ma femme est un grand homme (The Farmer's Daughter) de H.C. Potter
- 1947 : Scandale en Floride (That Hagen Girl) de Peter Godfrey
- 1947 : Deux sœurs vivaient en paix (The Bachelor and the Bobby-Soxer) de Irving Reis
- 1948 : Cupidon mène la danse (Three Daring Daughters) de Fred M. Wilcox
- 1948 : La Dame au manteau d'hermine (That Lady in Ermine) d'Ernst Lubitsch et Otto Preminger
- 1949 : La Dynastie des Forsyte (That Forsyte Woman) de Compton Bennett
- 1949 : Les Marins de l'Orgueilleux (Down to the Sea in Ships) de Henry Hathaway
- 1949 : Les Quatre Filles du docteur March (Little Women) de Mervyn LeRoy
- 1950 : Jour de chance (Riding High) de Frank Capra

### comme réalisateur
- 1915 : The Woman in the Box (court métrage)
- 1915 : The Enemies (court métrage)
- 1915 : The Jarr Family discovers Harlem (court métrage)
- 1915 : Philanthropic Tommy (court métrage)
- 1915 : Closing of the Circuit (court métrage)
- 1916 : The Heart of a Fool (court métrage)
- 1916 : The Supreme Temptation (it)
- 1916 : The Resurrection of Hollis (it) (court métrage)
- 1917 : A Man's Law
- 1917 : A Son of the Hills (it)
- 1917 : The Millionaire's Double (en)

## Théâtre (à Broadway)

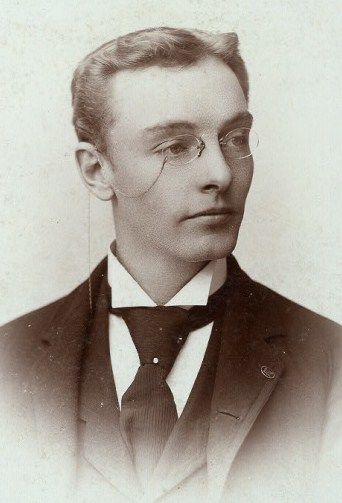
Harry Davenport vers 1895

- 1894 : The Voyage of Suzette, comédie musicale
- 1895 : Pudd'n-Head Wilson, pièce adaptée par Frank Mayo, d'après Mark Twain, avec Lucille La Verne
- 1897 : The Belle of New York, comédie musicale, musique de Gustave Kerker, livret de Hugh Morton
- 1899 : In Gay Paree, comédie musicale, musique de Ludwig Englander, lyrics de Grant Stewart
- 1899 : The Rounders, comédie musicale, musique de Ludwig Englander, livret et lyrics de Harry B. Smith, d'après Les Fêtards d'Anthony Mars et Maurice Hennequin
- 1901 : The Girl from up there, comédie musicale, musique de Gustave Kerker, livret et lyrics de Hugh Morton
- 1901-1902 : The Liberty Belles, comédie musicale, musique de Louis F. Gottschalk et autres, livret et lyrics d'Harry B. Smith, avec Elsie Ferguson
- 1902 : The Defender, comédie musicale, musique de Charles Dennée, livret et lyrics d'Allen Lowe
- 1902 : A Country Mouse, pièce d'Arthur Law, avec Ethel Barrymore
- 1903-1905 : The Girl from Kays, musique d'Ivan Caryll et autres, lyrics d'Adrian Ross et Claude Aveling, livret de Cecil Cook, coproduction de Charles Frohman, avec Elsie Ferguson
- 1904 : Yvette, pièce de Pierre Berton adaptée par Cosmo Gordon Lennox
- 1904-1905 : It happened in Nordland, comédie musicale, musique de Victor Herbert, livret et lyrics de Glen MacDonough, avec May Robson
- 1909 : On the Eve, pièce de Martha Morton d'après Leopold Kampf
- 1909-1910 : The Next of Kin, pièce de Charles Klein, avec Grant Mitchell
- 1910 : Children of Destiny, pièce de (et mise en scène par) Sydney Rosenfeld
- 1912 : My Best Girl, comédie musicale, musique d'Augustus Barratt et Clifton Crawford, livret et lyrics de Channing Pollock et Rennold Wolf
- 1914 : Sari, opérette, musique d'Emmerich Kalman, lyrics et adaptation de Catherine Chisholm Cushing et E.P. Heath
- 1914 : The Dancing Duchess, comédie musicale, musique de Milton Lusk, livret et lyrics de C.V. Kerr et R.H. Burnside
- 1917 : The Inner Man, pièce d'Abraham Schomer
- 1918 : The Squab Farm, pièce de Frederic et Fanny Hatton, avec Tallulah Bankhead
- 1918-1919 : Three Wise Fools, pièce d'Austin Strong
- 1918-1921 : Lightnin', pièce de Winchell Smith et Frank Bacon, avec Ralph Morgan (Jason Robards Sr. en remplacement)
- 1921-1922 : Thank you, pièce de Winchell Smith et Tom Cushing
- 1924 : Cock O'the Roost, pièce de Rida Johnson Young, avec Elisabeth Risdon
- 1925 : Week-end (Hay Fever), pièce de Noel Coward, mise en scène par Noël Coward et Laura Hope Crews, avec Frieda Inescort, Gavin Muir, Laura Hope Crews
- 1926 : L'Affaire Makropoulos (Věc Makropulos - Makropoulos Secret) de Karel Čapek, adaptation de Randall C. Burrett, avec Erin O'Brien-Moore
- 1927 : Lost, pièce de A.E. Thomas et George Agnew Chamberlain
- 1927 : Jules César (Julius Caesar), pièce de William Shakespeare, avec Thomas Chalmers, Pedro de Cordoba, Tyrone Power Sr., Basil Rathbone, Ivan F. Simpson, Frederick Worlock
- 1928-1929 : The Jealous Moon, pièce de Theodore Charles et Jane Cowl, avec Philip Merivale
- 1930 : Topaze, pièce de Marcel Pagnol adaptée par Benn W. Levy, mise en scène de Stanley Logan, avec Frank Morgan
- 1931 : Mélo (Melo), pièce d'Henri Bernstein adaptée par Arthur Pollock, avec Basil Rathbone (d'avril à juin), Helen Flint (reprise en octobre)
- 1932 : Happy Landing, pièce de John B. Hymer et William E. Barry, avec Margaret Sullavan
- 1933 : Move on, Sister, pièce de Daniel N. Rubin
- 1934 : Re-Echo, pièce d'I. J. Golden, avec Thurston Hall
- 1935 : Battleship Gertie, pièce de Frederick Hazlitt Brennan, avec Walter Baldwin, Burgess Meredith